# Miera
Miera tỉnh và cộng đồng tự trị Cantabria, phía bắc Tây Ban Nha. Đô thị Miera có diện tích là 33,77 ki-lô-mét vuông, dân số năm 2009 là 442 người với mật độ 13,09 người/km². Đô thị này có cự ly km so với Santander.